# لويس جيامبيتري
لويس جيامبيتري (بالإسبانية: Luis Giampietri)‏‏ (31 ديسمبر 1940 في كاياو - 4 أكتوبر 2023) سياسي، وعسكري من بيرو.

## الجوائز
- وسام الصليب الأعظم البيروفي لرهبانية الشمس